# John Draper
John Thomas Draper, znan tudi kot Captain Crunch, Crunch ali Crunchman, ameriški programer in telefonski heker, * 11. marec 1943.
Mnogi ga štejejo za prvega pravega hekerja v zgodovini. Njegov vzdevek izvira iz imena maskote kosmičev Cap'n Crunch. V škatli teh kosmičev je našel piščal, za katero je ugotovil, da oddaja ravno pravšnji ton za manipulacijo telefonskih linij operaterja AT&T.

## Zgodnje življenje
Kot otrok je John zgradil domačo radijsko postajo iz zavrženih vojaških delov. V šoli je bil velikokrat ustrahovan in žrtev nasilja. Draper je sin inženirja Vojnega letalstva Združenih Držav Amerike, katerim se je pridružil tudi sam leta 1964.
Ko je bil na misiji na Aljaski, je zasnoval dostop do lokalne telefonske centrale in s tem omogočil svojim sodelavcem brezplačne klice družinam doma. Leta 1967 je ustvaril piratsko postajo WKOS (W-kaos), ampak jo je moral kmalu za tem ugasniti, ko je licencirana radijska postaja temu ugovarjala. Iz vojske je bil leta 1968 po misiji v Vietnamu, častno odpuščen. 
V Silicijevi dolini je delal kot inženir za National Semiconductor in pri Hugle International, kjer je delal na modelu brezžičnega telefona. Kasneje je sodeloval na fakulteti De Anza do leta 1972, v tem obdobju pa je razvil tudi prepoznavni subkulturni stil (nošenje dolgih las in kajenje marihuane).

## Vdiranje
Ko je testiral radijski oddajnik, ki ga je zgradil sam, je oddajal telefonsko številko poslušalcem, ter tako iskal povratne informacije glede sprejema postaje. Denny Teresi (ameriški radijski DJ in nekdanji telefonski heker) in ostali telefonski hekerji, kateri so bili slepi, so prosili Draperja, da zgradi multifrekvenčni tonski generator – modro škatlo (neuradno ime), napravo za oddajanje zvočnih tonov, ki se uporablja za nadzor telefonskega omrežja. Eden izmed njih, Joe Engressia, mu je povedal, da bi lahko piščalka iz kosmičev oddala ton z natančno 2600Hz – enako frekvenco, katera je bila potrebna, da se klic preko operaterja AT&T prekine.
Draper in njegov prijatelj sta domnevno izvedla potegavščino na takratnega predsednika ZDA Richarda Nixona. Klicala sta v Belo hišo in zahtevala pogovor z Nixonom o izrednih razmerah. Ko se je ta oglasil na telefon, sta rekla, da je v Los Angelesu prišlo do pomanjkanja toaletnega papirja. 
John in njegov prijatelj Steve Wozniak sta izdelovala modre škatle, katere so lahko ustvarile različne frekvence s katerimi sta manipulirala s telefonskimi omrežji. Prekinjali so pogovore o poslu, nadlegovali vladne službe in delali mnoge probleme drugim. FBI se je odločil ukrepati in leta 1974 je bil Draper aretiran in obtožen telefonske goljufije. Svojo kazen je odslužil v kalifornijskem zveznem zaporu Lompoc, kjer je hitro pridobil dober sloves zaradi njegovega znanja, ter začel učiti sojetnike kako sestaviti svoj radio in podobne stvari. Leta 1976 in 1978 je spet odslužil zaporni kazni, ponovno zaradi telefonskih goljufij.

## Programska oprema
Draper je odličen razvijalec programske opreme. V času tretje zaporne kazni je napisal EasyWriter, prvi oblikovalnik besedil za Apple II. Z njim je premagal vse konkurenčne izdelke podjetja Microsoft, saj ga je IBM (International Business Machines Corporation International Business Machines Corporation) izbral za uradni oblikovalnik besedil.
Leta 1986 se je pridružil podjetju Autodesk, kjer je oblikoval programsko opremo za video gonilnike. Zaradi ponovnega kršenja zakona (policija je našla za 2500$ vrednih ponarejenih železniških vozovnic) pa je za podjetje nehal delati, čeprav je še vedno bil tam zaposlen. Autodesk ga je uradno odpustil leta 1989.
Od leta 1999 do 2004 je bil glavni tehnični direktor za informacijsko-varnostno podjetje ShopIP. Kljub Wozniakovem priporočilu in veliko pozornosti medijev pa izdelki niso dosegli prodajnega uspeha.
Leta 2007 je postal glavni tehnološki direktor pri podjetju En2go, kjer so razvijali orodja za medije. Ni znano kdaj točno je tam prenehal delati, vendar določeni uradni dokumenti kažejo, da je veliko zaposlenih v tem podjetju dalo odpoved, vključno z Wozniakom leta 2009.

## Obtožbe
Z začetkom leta 2017 je prišlo do številnih obtožb spolnega nasilja Draperja nad drugimi moškimi, še iz 70-ih let. Prijave so podobnega vzorca, Draper naj bi jih povabil v hotelsko sobo ali kam drugam na samo. Nekateri od teh moških naj bi bili v tistem času še najstniki. Zaradi teh obtožb so mu prepovedali hoditi na mnoge dogodke in konference.
Po teh obtožbah so se zvrstile še mnoge, vendar Draper vztrajno zanika vse.
Konec marca 2017 je bil operiran zaradi degenerativne bolezni hrbtenice, njegovi prijatelji pa so na spletni strani GoFundMe zbirali denar za pomoč pri kritju zdravstvenih računov. John je 28. oktobra 2017 izdal avtobiografijo Beyond the Little Blue Box.